# Сиркел, Герт
Герт Сиркел (нидерл. Geert Cirkel, род. 20 октября 1978) — голландский спортсмен, гребец, призёр чемпионата мира по академической гребле 2001, 2005, 2006 и 2007 года. Специализировался на выступлении в четвёрках.

## Биография
Герт Сиркел родился 20 октября 1978 года в городе Дордрехт, Южная Голландия. Профессиональную карьеру гребца начал с 1994 года. Тренировался на базе клуба «A.U.S.R. ORCA» в Утрехте. С 2008 года прекратил профессиональные занятия греблей и начал медицинскую практику. Работает терапевтом при онкологическом отделении одной из клиник Утрехта.
Первым соревнованием международного уровня, в котором Киркел принял участие, был чемпионат мира по академической гребле 1996 года среди юниоров, что проходил в Глазго, Великобритания. С результатом 07:12.570 в финальном заплыве двоек без рулевого группы FB голландские гребцы заняли пятое место.
Серебряной медалью завершилось выступление Киркела в составе четвёрки с рулевым на чемпионате мира по академической гребле 2001 года в Люцерне. В финальном заплыве голландские гребцы с результатом 5:42.64 финишировали вторыми, уступив первенство соперникам из Германии (5:40.89 — 1-е место), обогнав при этом гребцов из Италии (5:42.87 — 3-е место).
На чемпионате мира по академической гребле 2007 года, проходившем в Мюнхене, Киркел выступал в составе четвёрок без рулевого. С результатом 05:55.490 голландские гребцы финишировали третьими, пропустив вперед соперников из Италии (05:55.150 — 2-е место) и Новой Зеландии (05:54.240 — 1-е место).